# Тревенан
Тревена́н (фр. Trévenans) — муніципалітет у Франції, у регіоні Бургундія-Франш-Конте, департамент Територія Бельфор. Населення — 1286 осіб (01.01.2021).
Муніципалітет розташований на відстані близько 370 км на південний схід від Парижа, 75 км на північний схід від Безансона, 8 км на південь від Бельфора.

## Історія
У 1956-2015 роках муніципалітет перебував у складі регіону Франш-Конте. Від 1 січня 2016 року належить до нового об'єднаного регіону Бургундія-Франш-Конте.

## Демографія
Динаміка населення (INSEE ):
Розподіл населення за віком та статтю (2006):
| Стать | Всього | До 15 років | 15-24 | 25-44 | 45-64 | 65-85 | Понад 85 |
| --- | ------ | ----------- | ----- | ----- | ----- | ----- | -------- |
| Чоловіки | 503    | 59          | 78    | 133   | 132   | 101   | 0        |
| Жінки | 483    | 94          | 39    | 109   | 152   | 81    | 8        |
| \| Статево-вікова піраміда \| Статево-вікова піраміда \| Статево-вікова піраміда \| \| ----------------------- \| ----------------------- \| ----------------------- \| \| Чоловіки \| Вік \| Жінки \| \| 0 \| 85 + \| 8 \| \| 8 \| 80-84 \| 4 \| \| 35 \| 75-79 \| 23 \| \| 23 \| 70-74 \| 27 \| \| 35 \| 65-69 \| 27 \| \| 23 \| 60-64 \| 27 \| \| 51 \| 55-59 \| 43 \| \| 23 \| 50-54 \| 43 \| \| 35 \| 45-49 \| 39 \| \| 43 \| 40-44 \| 43 \| \| 43 \| 35-39 \| 27 \| \| 16 \| 30-34 \| 27 \| \| 31 \| 25-29 \| 12 \| \| 23 \| 20-24 \| 12 \| \| 55 \| 15-20 \| 27 \| \| 27 \| 10-14 \| 39 \| \| 16 \| 5-9 \| 39 \| \| 16 \| 0-4 \| 16 \| |        |             |       |       |       |       |          |
| Статево-вікова піраміда |        |             |       |       |       |       |          |
| Чоловіки | Вік    | Жінки       |       |       |       |       |          |
| 0 | 85 +   | 8           |       |       |       |       |          |
| 8 | 80-84  | 4           |       |       |       |       |          |
| 35 | 75-79  | 23          |       |       |       |       |          |
| 23 | 70-74  | 27          |       |       |       |       |          |
| 35 | 65-69  | 27          |       |       |       |       |          |
| 23 | 60-64  | 27          |       |       |       |       |          |
| 51 | 55-59  | 43          |       |       |       |       |          |
| 23 | 50-54  | 43          |       |       |       |       |          |
| 35 | 45-49  | 39          |       |       |       |       |          |
| 43 | 40-44  | 43          |       |       |       |       |          |
| 43 | 35-39  | 27          |       |       |       |       |          |
| 16 | 30-34  | 27          |       |       |       |       |          |
| 31 | 25-29  | 12          |       |       |       |       |          |
| 23 | 20-24  | 12          |       |       |       |       |          |
| 55 | 15-20  | 27          |       |       |       |       |          |
| 27 | 10-14  | 39          |       |       |       |       |          |
| 16 | 5-9    | 39          |       |       |       |       |          |
| 16 | 0-4    | 16          |       |       |       |       |          |

## Економіка
2010 року серед 727 осіб працездатного віку (15—64 років) 530 були активними, 197 — неактивними (показник активності 72,9%, у 1999 році було 68,8%). З 530 активних мешканців працювало 468 осіб (251 чоловік та 217 жінок), безробітними було 62 (30 чоловіків та 32 жінки). Серед 197 неактивних 42 особи були учнями чи студентами, 86 — пенсіонерами, 69 були неактивними з інших причин.

У 2010 році в муніципалітеті числилось 468 оподаткованих домогосподарств, у яких проживали 1174,0 особи, медіана доходів виносила 20 333 євро на одного особоспоживача